# György Cziffra
Dans le nom hongrois Cziffra György, le nom de famille précède le prénom, mais cet article utilise l’ordre habituel en français György Cziffra, où le prénom précède le nom.
Répertoire
- Rhapsodies hongroises (Liszt)
- Études d'exécution transcendante
- Études (Chopin)
- Carnaval de Vienne (Schumann)
- Le Vol du bourdon (Nikolaï Rimski-Korsakov)
- Tritsch-Tratsch-Polka (Strauss II)
- Variations symphoniques pour piano et orchestre (Franck)
- Danses hongroises (Brahms)

György Cziffra (Georges Cziffra, [t͡sifɾɒ]) (Budapest, 5 novembre 1921 – Longpont-sur-Orge, 15 janvier 1994) est un pianiste virtuose hongrois naturalisé français en 1968.
Surtout connu pour son interprétation des œuvres virtuoses de Franz Liszt, György Cziffra a également enregistré plusieurs compositions de Chopin et de Schumann. Son interprétation du Carnaval de Vienne de ce dernier a été particulièrement appréciée par Alfred Cortot. Considéré comme un des meilleurs pianistes du XXe siècle, il est également connu pour ses transcriptions pour piano de différentes œuvres, dont Le Vol du bourdon de Nikolaï Rimski-Korsakov qui présente une stupéfiante imbrication d'octaves alternées.

## Biographie

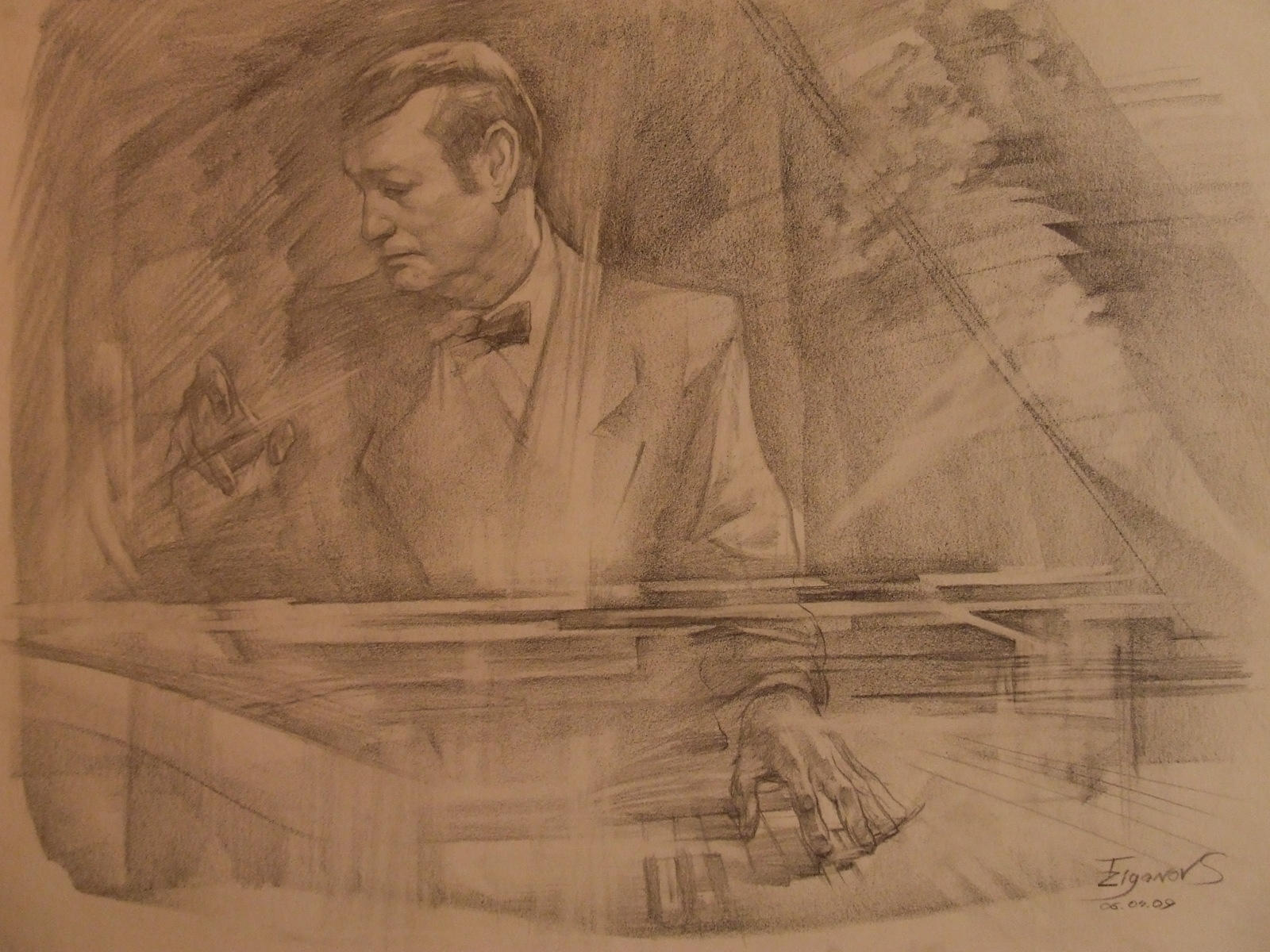
Cziffra par le peintre Serge Tziganov (collection particulière Jean-Luc Perrot).

La vie de Cziffra comprend deux grandes périodes : la première se déroule essentiellement en Hongrie et s'achèvera par la fuite du pays lors de l'insurrection d'octobre 1956 ; la seconde période commence avec l'exil vers l'Autriche puis la France qui deviendra sa patrie d'adoption.

### Jusqu'à octobre 1956
György Cziffra est le benjamin de trois enfants d'une famille de musiciens tziganes. György Cziffra père est cymbaliste et joue durant les années 1910 dans les restaurants et cabarets parisiens. Survient la Première Guerre mondiale. Le père est emprisonné en tant que citoyen d'un pays en guerre contre la France et la mère expulsée dans son pays d'origine. Elle vivra chichement avec ses deux filles dans une chambre de Budapest. Son mari, libéré de prison après la fin de la guerre, rejoint sa famille. Les retrouvailles se soldent par la naissance du petit György Cziffra le 5 novembre 1921.
Dès son enfance, ce dernier montre un don particulier pour la musique. Son père lui donne ses premières leçons de piano, et à l'âge de quatre ans, il reproduit à l'oreille ce que joue sa sœur aînée. À cinq ans, il interprète des airs suggérés par le public d'un cirque itinérant dont il est, pendant quelques semaines seulement, la vedette. Il est, à neuf ans, le plus jeune élève jamais admis dans la prestigieuse Académie Franz-Liszt de Budapest. Il y est formé par István Thomán et Ernő Dohnányi. À treize ans, il finit l'opérette d'un autre compositeur en un temps record. Dès l'âge de seize ans il débute les tournées à travers l'Europe, notamment en Hongrie, Pays-Bas et Scandinavie.
György Cziffra épouse Soleilka, une femme d'origine égyptienne, en 1941. Elle lui donnera un fils, également nommé György Cziffra, qui deviendra chef d'orchestre.
La Deuxième Guerre mondiale contraint Cziffra à cesser d'étudier la musique. Il est envoyé combattre sur le front de l'Est avec l'Armée hongroise. La Hongrie est alors alliée de l'Allemagne. Il est fait prisonnier par des partisans soviétiques. Transféré quelques mois plus tard dans un camp de prisonniers, il est enrôlé dans la nouvelle armée hongroise qui se forme à la libération du territoire hongrois par l'Armée Rouge. Après avoir servi pendant plus d'un an comme instructeur, il est démobilisé et rejoint en 1946 sa femme et son fils qu'il n'avait pas revus depuis 1942.
Il reprend l'étude du piano en 1947 auprès de György Ferenczy tout en gagnant sa vie en se produisant dans des bars de Budapest, en particulier avec son ami Elek Bacsik. Opposé au régime communiste hongrois, il est arrêté lors de sa tentative de traverser la frontière clandestinement avec sa famille. Il reste prisonnier politique de 1950 à 1953, condamné aux travaux forcés où il exécute la dure tâche de porteur de pierres. Il lui en restera des séquelles qui lui vaudront, à sa libération, de longs mois de rééducation et des douleurs persistantes aux articulations. D'où son fameux bracelet de cuir au poignet droit qu'il portera plusieurs années encore après son exil.
Il est alors enfin reconnu comme un pianiste exceptionnel par le ministère hongrois des Affaires culturelles qui lui permet entre 1953 et 1956 d'accéder à une carrière d'interprète virtuose et de donner de nombreux concerts en Hongrie, sans pouvoir encore jouer à l'étranger. En 1955, il obtient le prix Franz-Liszt de la virtuosité pianistique remis pour la première fois à un pianiste qui n'est pas lui-même compositeur. Le 22 octobre 1956, à l'occasion de la célébration de l'anniversaire de la révolution d'Octobre, il donne au théâtre Erkél de Budapest une interprétation magistrale du 2e Concerto de Bartók, un concerto d'une difficulté extrême qu'il a appris en à peine six semaines grâce à un labeur acharné. Les spectateurs, enthousiastes, en sortent transportés : « Ces quelque deux mille personnes, d'ordinaire si disciplinées, se ruèrent hors de la salle en scandant l'hymne national, arrachant sur leur passage dans les rues et boulevards avoisinants tout ce qui ne portait pas les couleurs nationales seules ». C'est alors le début de l'insurrection de Budapest.

### À partir d'octobre 1956
Lors de la répression qui suit l'insurrection, et la fuite de dizaines de milliers de Hongrois, il profite de la brève ouverture de la frontière pour fuir le régime communiste et s'échapper vers l'Autriche avec sa famille. Profitant de ce qu'il se produit à Vienne, il demande l'asile politique et part pour la France avec sa femme et son fils de 14 ans. Il est apprécié par le public dès son arrivée à Paris (« Pianiste du siècle, réincarnation de Liszt, pianiste des pianistes, virtuose au bracelet de cuir… ») où il enregistre sa fameuse interprétation des Rhapsodies hongroises de Liszt (1956) qui restera son compositeur de prédilection avec Chopin.
Certains critiqueront à ses débuts l'étroitesse d'un répertoire de saltimbanque. À cette époque, Liszt n'était pas considéré comme un compositeur suffisant pour remplir une carrière de pianiste. Cziffra s'essaiera, avec brio, à de nombreux autres compositeurs : Chopin bien sûr, Beethoven, et aussi Bartók, Ravel, Rachmaninov, Balakirev, Grieg, Rameau, Couperin…
Cziffra dans de nombreuses œuvres, allait plus loin que l'interprétation, il s'est aussi prêté au jeu de l'arrangement, par exemple avec les Danses hongroises de Brahms, dont il a fait beaucoup plus qu'une simple transcription pour piano à deux mains, ou encore avec Le Vol du bourdon (extrait de l'opéra Le Conte du tsar Saltan de Rimsky-Korsakov). On lui a souvent reproché une certaine excentricité, l'influence de son humeur sur son jeu lors de ses concerts, sa recherche d'un public populaire, avec le côté « classiques favoris » de ses récitals.
Il s'intéresse de près à la facture instrumentale des pianos de concert, ce qui n'est pas tellement fréquent chez les pianistes virtuoses. Il apprécie particulièrement le son des pianos français, avec leur sonorité romantique typique dite « à la française ». Aussi, est-ce dans cet esprit qu'en collaboration étroite avec la Manufacture de pianos Gaveau, il conçoit en 1961 avec M. Gaveau, une modification significative des marteaux du grand queue de concert nº 5 de la marque, dont il possède en outre un exemplaire personnel sur lequel il joue à son domicile de Cormeilles-en-Parisis. G. Cziffra possédait en réalité deux exemplaires de ce piano Gaveau nº 5, chacun dans les tout derniers fabriqués par la marque en 1959–1960, le second se trouvait à l'auditorium de Senlis. L'un comme l'autre lui avaient été offerts par les pianos Gaveau à la promotion desquels il se trouvait associé, celui de Senlis est en outre visible sur un beau cliché disponible en ligne en note
En 1966, il fonde le festival de musique de La Chaise-Dieu en Auvergne avec l'aide du Dr Georges Mazoyer et de son épouse Suzanne Chaleyé-Mazoyer, et donne l'impulsion nécessaire pour restaurer les grandes orgues Marin Carouge de l'abbaye. Il est naturalisé français en 1968 et devient Georges Cziffra.
En 1975, il crée la Fondation Cziffra (toujours en activité) qui a pour but de soutenir de jeunes talents qui deviendront des pianistes talentueux comme Jean-Gabriel Ferlan. Il achète alors l'ancienne chapelle royale Saint-Frambourg à Senlis, laissée à l'abandon et tombée en totale décrépitude. Après d'énormes travaux de restauration, il y crée l'auditorium Franz-Liszt. La même année, il signe l'avant-propos du livre de Michel Sogny, L'admiration créatrice chez Liszt.
En 1981, la mort soudaine de son fils György, chef d'orchestre, dans l'incendie possiblement volontaire de son appartement à Paris, a des répercussions très négatives sur les apparitions en public de Georges Cziffra. Ses concerts se font de plus en plus rares et plus jamais il ne rejouera avec orchestre. « La seule vue d'un piano me donnait envie de vomir. La nuit, j'agressais les passants, whisky, vodka, deux bouteilles par jour… Jusqu'en 1984, je ne me suis pas relevé, et brusquement j'ai compris que tout cela ne changerait rien à la mort de mon fils, j'ai eu terriblement honte, j'ai cessé de boire et de manger, je me suis imposé, sans l'aide de personne, d'avoir faim sept jours sur sept. J'ai perdu vingt-trois kilos et j'ai recommencé à travailler, quatre à cinq heures par jour, jamais je n'avais eu faim de musique à ce point ». Il a tout repris à zéro, musculairement, mentalement et son grand retour a lieu en 1986. « On m'a dit que c'était un concert magnifique, mais je sais bien que je n'étais pas moi-même. Autrefois j'étais d'une sûreté absolue ; je ne suis plus qu'à quatre-vingts pour cent. J'ai perdu bien de ma virtuosité, mais je la retrouve, petit à petit, j'ai gagné ! »
En mai 1985 et novembre 1986, il enregistre à Senlis plusieurs œuvres de Liszt (EMI Pathé Marconi 2704171 / PM 375) dans un disque qu'il dédiera - de sa main - à la mémoire de son fils Gyorgy.
Il retrace les étapes significatives de sa vie mouvementée dans son livre Des canons et des fleurs avec, à la fois, beaucoup d'émotion, de simplicité, d'authenticité et de ferveur. On y découvre comment il s'en est fallu de peu que le destin ne prive la communauté musicale du XXe siècle d'un de ses plus grands interprètes. Cependant sa carrière musicale n'y est pas retracée.
L'un de ses disciples, le pianiste Pascal Amoyel a créé un spectacle-hommage, Le pianiste aux 50 doigts, retraçant sa vie, de l'enfance jusqu'à son premier grand concert, créé à l'auditorium Cziffra à La Chaise-Dieu.
Atteint d'un cancer du poumon, il meurt, selon son entourage, d'un infarctus du myocarde le 15 janvier 1994 à Longpont-sur-Orge, à l'âge de 72 ans. Il est enterré avec son fils au cimetière de Senlis.
En 2019, Jean Dherbey a publié un roman intitulé 1956, Le jour où Cziffra….
On peut légitimement le considérer comme l'un des plus grands pianistes du XXe siècle.

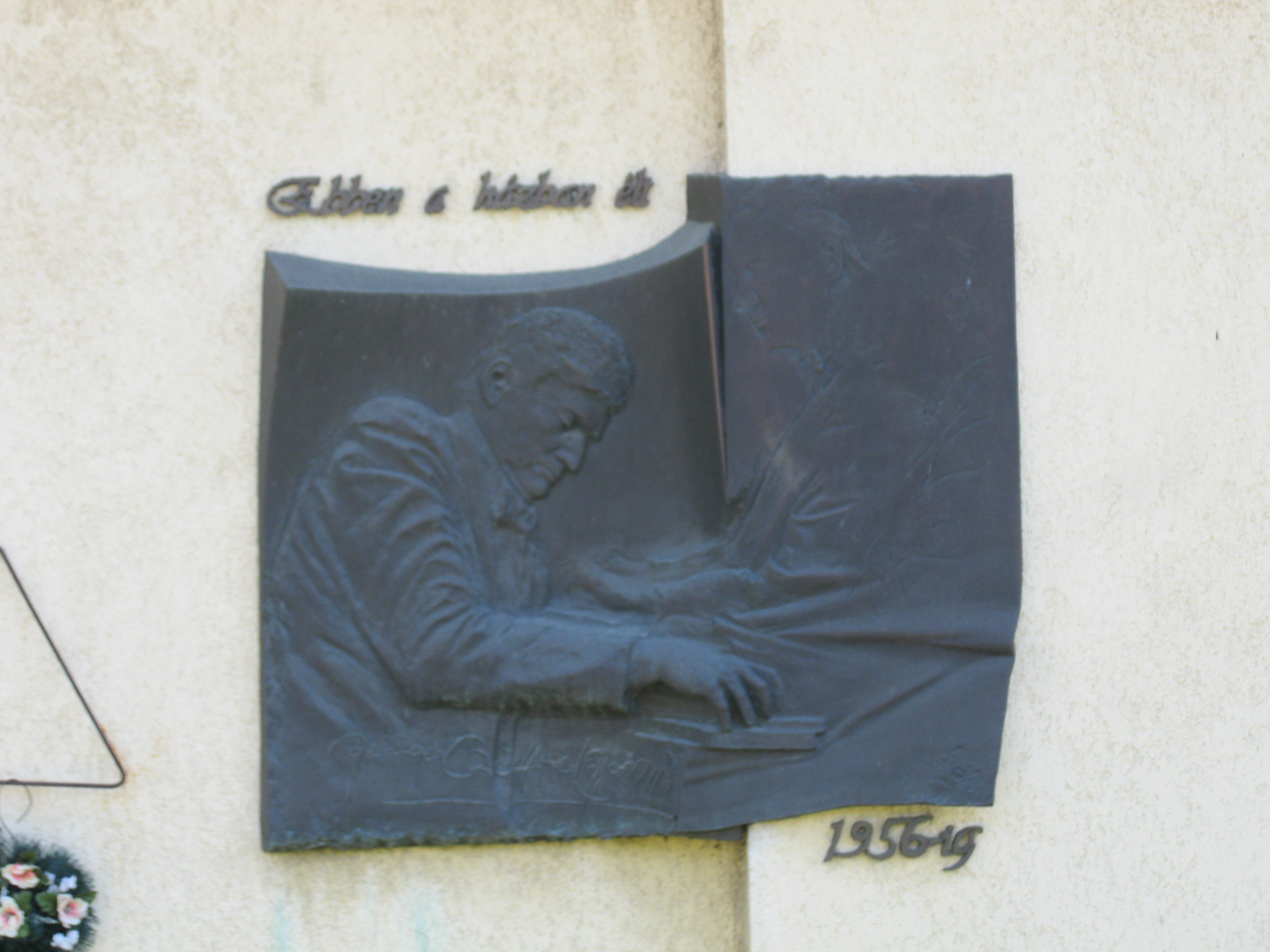
Plaque commémorative apposée en l'honneur de György Cziffra à Budapest, XXIIe District, au coin des rues Promontor et Bálvány (côté rue Promontor).
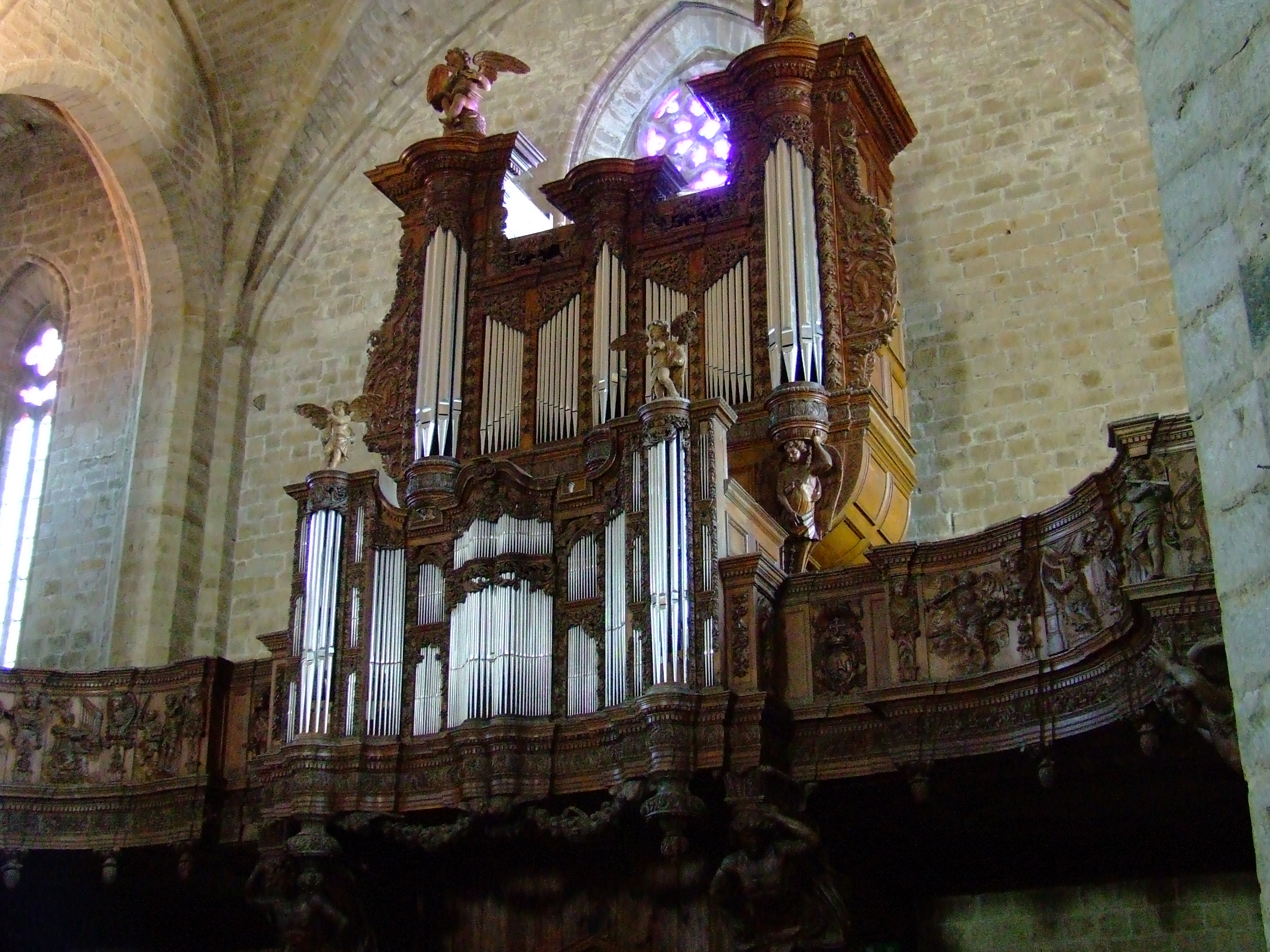
Grandes orgues de l'église abbatiale de La Chaise-Dieu restaurées en 1976 à l'initiative de György Cziffra.
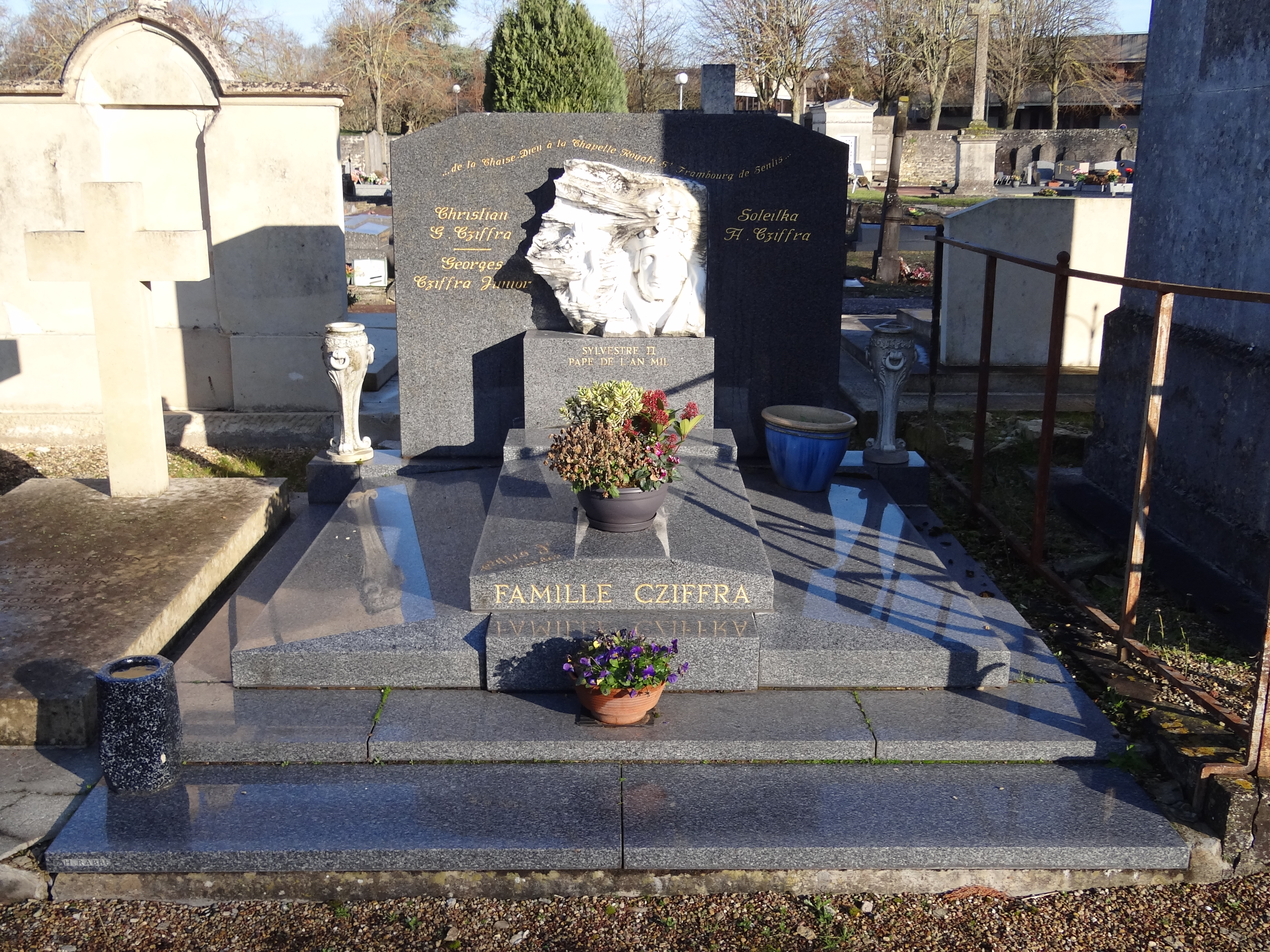
La tombe de György Cziffra au cimetière de Senlis (Oise).

### Partitions
- Transcriptions pour piano, volume I (Grandes Études de Concert) : Danses hongroises 1 - 2 - 3 - 4 - 5 - 6 - 8 - 9 - 10 - 12 - 13 - 16 - 17 - 19 - 21 (Brahms - Cziffra) - Le Vol du Bourdon (Rimski-Korsakov - Cziffra) - Tritsch-tratsch-polka (Johann Strauss jr. - Cziffra) - Fantaisie roumaine (G. Cziffra) - Valse triste (F. Vecsey - Cziffra) - 5e danse hongroise, 1re version (Brahms - Cziffra) ;
- Transcriptions pour piano, volume II (Grandes Études de Concert) : 19e Rhapsodie hongroise (Liszt - Cziffra) - Fantaisie d'après Guillaume Tell (G. Rossini - Cziffra) - La danza (G. Rossini - Cziffra) - Le beau Danube bleu (Johann Strauss jr. - Cziffra) - Danse du Feu (Manuel de Falla - Cziffra) - Danse du Sabre (Aram Khatchatourian - Cziffra) - Ouverture Solennelle (G. Cziffra) - Pastorale pour Gerbert (G. Cziffra).

## Vidéos
Enregistrement live à La Chaise-Dieu de la Rhapsodie espagnole de Liszt, document qui s’accompagne d’un certain nombre de photographies rares de l’artiste
- Rhapsodie espagnole de Liszt sur YouTube ;

Cziffra joue le Vol du Bourdon à Budapest en 1954.
- Le Vol du Bourdon de Rimski-Korsakov sur YouTube ;

Autre version (sans la reprise) du Vol du Bourdon en concert à Paris en 1957.
- Le Vol du Bourdon de Rimski-Korsakov sur YouTube ;

La Danse Macabre de Liszt (version abrégée), avec Roberto Benzi à la baguette :
- Totentanz (Danse Macabre) de Liszt sur YouTube ;

L'Ouverture de Tannhäuser de Wagner (les cinq dernières minutes), transcrite pour piano par Liszt, arrangée par Cziffra (1959) :
- Ouverture de Tannhäuser de Wagner. Version pour piano de Liszt sur YouTube ;

Cziffra répète les "Etudes symphoniques" de Schumann (1960) à son domicile dans sa propriété de Cormeilles-en-Parisis sur son grand queue de concert personnel n° 5 Gaveau, puis répète avant un concert hors scène dans sa loge, joue ensuite Paganini puis Chopin et est enfin interviewé à deux reprises en 1975 et 1970 :
- Etudes symphoniques de Schumann et autres extraits sur YouTube ;

Cziffra à Bruxelles vers 1960. Après une interview - où il parle à vrai dire très peu - il improvise sur une Danse Slave op.72 n°2 de Dvořák :
- Improvisation sur un thème de Dvořák sur YouTube ;

Cziffra joue en concert la 10e étude d'exécution transcendante de Liszt sur piano grand queue de concert n° 5 Gaveau dont il possède en outre un exemplaire personnel à son domicile. Au début des années 1960, la maison Gaveau a bénéficié des conseils de Cziffra pour parfaire la qualité de ses instruments par une modification des marteaux de ses pianos, comme le détaille la vidéo en note
- Dixième Étude Transcendante de Liszt sur YouTube ;

Récital de piano sous les caméras de la Télévision française. Bernard Gavoty, qui présentait l'émission, observe de loin. Cziffra joue ici la Ronde des Lutins de Liszt :
- Gnomenreigen (Ronde des Lutins) de Franz Liszt sur YouTube (vidéo non disponible en 2022) ;

Lors de l'émission Le grand échiquier de Jacques Chancel, dans les années 1970. Cziffra interprète le Capriccio en fa mineur de Dohnányi :
- Capriccio en fa mineur de Dohnányi sur YouTube ;

Enregistrement discographique de 1962 de l'ensemble des valses de Frédéric Chopin 1-14 sur grand queue de concert n° 5 Gaveau :
- Valses 1 à 14 de Frédéric Chopin sur YouTube ;

Enregistrement discographique de 1963 des polonaises 1 à 6 de Frédéric Chopin sur grand queue de concert Gaveau n° 5 :
- Polonaise 1 à 6 de Frédéric Chopin sur YouTube.